# 多治見市立多治見中学校
多治見市立多治見中学校（たじみしりつ たじみちゅうがっこう）は、岐阜県多治見市にある公立中学校である。

## 沿革
この地域（養正小学校校区）は、1947年に平野中学校が開校したが、統廃合により廃校。多治見中学校は1957年に新たに開校している。
- 1947年（昭和22年）4月 - 多治見市立平野中学校として開校。（養正小学校の併設校）
- 1948年（昭和23年）9月 - 渓南中学校、共栄中学校、平野中学校が統合され、陶都中学校が発足。
- 1957年（昭和32年）4月 - 陶都中学校から分離し、多治見市立多治見中学校として開校。
- 1961年（昭和36年） - 校舎を増築。
- 1982年（昭和57年） - 校舎を増築。

## 通学区域
- 山吹町1 - 3丁目、東町1 - 4丁目、生田町1 - 6丁目、下沢町1 - 4丁目、坂上町1 - 10丁目、美坂町1 - 8丁目、上町1 - 4丁目、新富町1 - 2丁目、中町、明治町1 - 2丁目、日ノ出町1 - 2丁目、小路町、常盤町、山下町、奥川町、窯町、神楽町、広小路4丁目、陶元町、本町5 - 8丁目、星ケ台1 - 4丁目、平野町1 - 4丁目、元町1 - 4丁目、滝呂町1 - 17丁目、大畑町1丁目（312の5～312の78）、4丁目（2の7）[1]

## 進学前小学校
- 多治見市立養正小学校
- 多治見市立滝呂小学校

## 主な出身者
- 杉郁香（バレーボール選手）
- 長江有祐（ラグビー選手・日本代表）
- 林高生（エイチーム創業者・社長）